# 耳蜗
耳蜗是内耳的一个解剖结构，它和前庭系统一起组成内耳骨迷路，即内耳的核心结构。耳蜗的名称来源于其形状与蜗牛壳的相似性，英语 cochlea，即拉丁语“蜗牛壳”之义。耳蜗是外周听觉系统的组成部分，连接着耳蜗神经。耳蜗的核心部分为柯蒂氏器，是听觉传导器官，负责将来自中耳的声音信号转换为相应的神经电信号，交送脑的中枢听觉系统接受进一步处理，最终实现听觉。耳蜗的病变和多种听觉障碍密切相关。

## 耳蜗的解剖位置
耳蜗位于颞骨深处，毗邻中耳听小骨以及脑干，是内耳骨迷路的组成部分。耳蜗的几何对称轴，称为耳蜗轴大致处在水平面内，与颞骨表面垂直。
前庭耳蜗神经与听觉相关的一部分：耳蜗神经，起源自耳蜗。

## 耳蜗的解剖结构

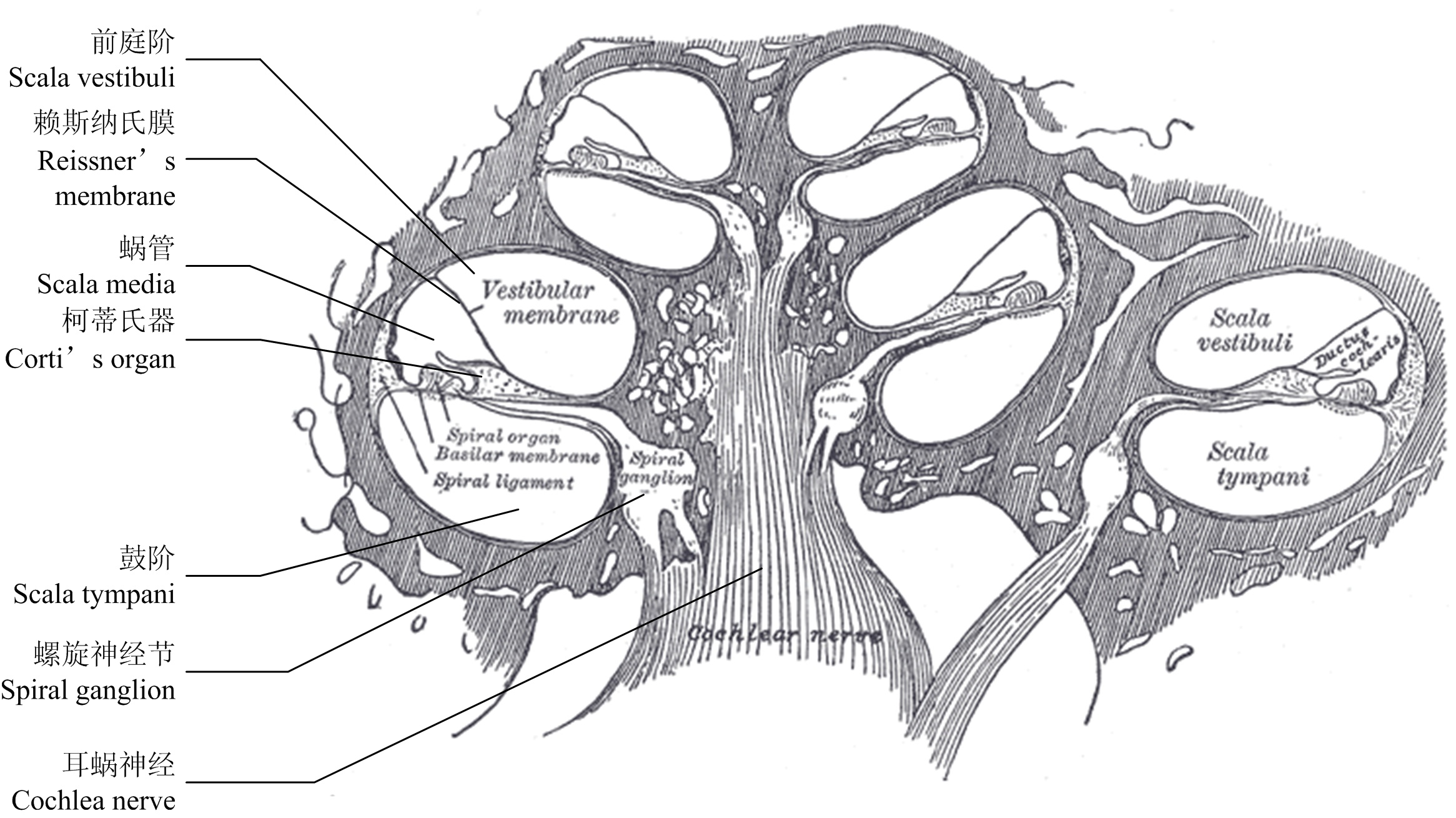
人类耳蜗的截面

人类的耳蜗形似蜗牛壳，由底端（basal）至顶端（apical）螺旋环绕二又八分之五周，展开长度约为35 mm。
耳蜗是一个骨质结构，由三个内部充满淋巴液的空腔组成，这三个空腔由上到下依次为：
- 前庭阶/前庭管（scala vestibuli），内含外淋巴液；
- 蜗管/中管（scala media），内含内淋巴液；
- 鼓阶/鼓管（scala tympani），内含外淋巴液。

前庭阶在底端中止于卵圆窗，是镫骨施力的部位；鼓阶在底端中止于圆窗，毗邻鼓室，是声压释放的窗口。
赖斯纳氏膜（Reissner's membrane）分隔前庭阶和蜗管，基底膜（basilar membrane）分隔蜗管和鼓阶。基底膜是膜螺旋板中非常薄的纤维层，不同于属胞外基质的基膜（basement membrane）。听觉转导器官柯蒂氏器坐落于基底膜之上、蜗管内部。前庭阶和鼓阶在蜗孔（helicotrema）相通。
听神经的纤维通过基底膜与内毛细胞和外毛细胞形成突触连接，其细胞体位于在耳蜗中心部的螺旋神经节内。

### 耳蜗的比较解剖学
耳蜗的蜗牛形状只在哺乳类动物存在，一些其他动物的耳蜗虽然不具有螺旋形状（例如鸟类的线形耳蜗），但是仍然称为“耳蜗”。不同哺乳类动物的耳蜗长度和螺旋周数亦有区别。该区别反映了不同物种听觉频率范围的区别。

## 柯蒂氏器和听觉转导

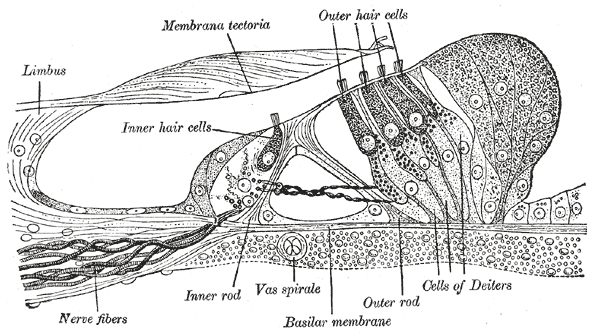
柯蒂氏器的解剖结构。解剖结构术语拉丁语/英语-中文对照：1）limbus：螺旋缘，2）membrane tectoria：盖膜，3）outer hair cells：外毛细胞，4）inner hair cells：内毛细胞，5）nerve fibers：听神经纤维，6）hammer（"inner rod"）：内侧柱，7）vas spirale：螺旋血管，8）basilar membrane：基底膜，9）vestibule（"outer rod"），10）cells of Deiters：Deiters细胞

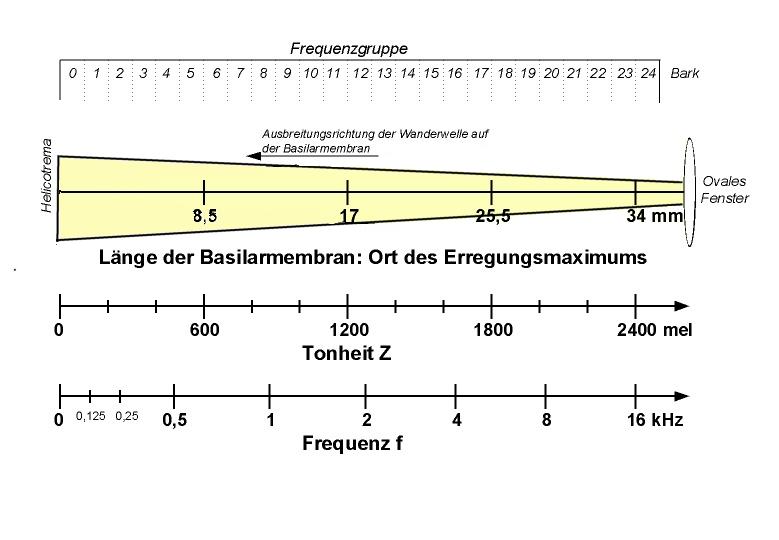
tonotopie：英语 tonotopy，频率拓扑

柯蒂氏器是听觉转导环节。右图所示为柯蒂氏器的主要解剖结构。

### 基底膜和频率拓扑的起源
基底膜是一个贯穿耳蜗底部自顶部的膜状结构。外淋巴的机械振动，在基底膜形成一个行波，行波在基底膜的不同部位形成不同的共振幅度。自底部至顶部，基底膜的横向宽度递增、机械张力亦递增，硬度递减。这两个趋势的综合作用因素是共振频率（亦称为特性频率（characteristic frequency）或最佳频率（best frequency））自底部至顶部的递减。在人类，该共振频率的范围约为20-20000 Hz，即人类的正常听觉频率范围。
基底膜上的距卵圆窗距离与共振频率与间的关系称为频率拓扑（tonotopy）。基底膜的频率拓扑造成了毛细胞阵列和听神经阵列中的频率拓扑，也是上至大脑的听觉皮层的整个听觉通路的频率拓扑的根本起源。由于听觉系统具有频率拓扑性质，其工作原理形似信号处理中的傅立叶分析或某种形式的小波分析。当然在听觉通路更高级的部分，频率拓扑逐渐模糊，处理的复杂性亦非此类工程方法所能概括。

### 毛细胞
毛细胞规则地分布于基底膜之上，自耳蜗底端至顶端的全长范围内形成平行的四列。其中靠近耳蜗中心的一列称为内毛细胞（inner hair cell）；远离中心的三列称为外毛细胞（outer hair cell）。
两类毛细胞的顶部都有若干列静纤毛（stereocilia），同时有少量动纤毛（kinocilia，只在发育中的毛细胞存在）。当外淋巴在机械震动下带动盖膜和基底膜形成相对剪切运动时，纤毛发生摇摆。纤毛的摇摆通过一些尚未研究透彻的机制，导致纤毛顶部附近的离子通道的开闭，形成跨膜电流和感受器电位。而毛细胞死后亦無法再生，致人一生的聽覺能力不斷減退。
内毛细胞是感受器细胞，与若干个听神经纤维形成突触连接。负责将机械振动转化为与之相连的听神经纤维的动作电位。外毛细胞与来自上橄欖複合體的传出神经以及另一类型的传入神经（称为II型传入纤维）形成突触，其生理功能尚不完全清楚，一般认为与增强听神经的高度频率选择性、耳蜗的调节和自我保护机制有关。

### 支持细胞
柯蒂氏器除了毛细胞，还有多种类型的支持细胞，例如Deiter细胞等。这些细胞的功能可能与柯蒂氏器的机械特性、发育和代谢等机制有关。

## 與平衡感無關聯
耳蝸和前庭系統一起構成了內耳迷路，而負責感知平衡感的是半規管系統及耳石器官，雖然兩者和耳蝸也是位於內耳的結構，但耳蝸和人體的平衡能力並無關聯，惟發生病變感染時還會同時影響兩者的運作，這樣的聽覺與平衡的合併沒有任何意義，單純只是擁有感知纖毛的構造同時負責這些工作而已，不過對科學家來說有趣的是，這些特徵可以作為生物親緣關係的依據，因為這些構造是生物自然進化的結果，而且該進化史頗為漫長，起源於約白堊紀時，也因此不單是人類的祖先，在大多數高等脊椎生物上（如鳥類）也有具備相似的構造，而在魚類與青蛙等則是較原始的構造組成。

## 外部連結
- 耳蝸（cochlea） （页面存档备份，存于）